# Vojislav Koštunica

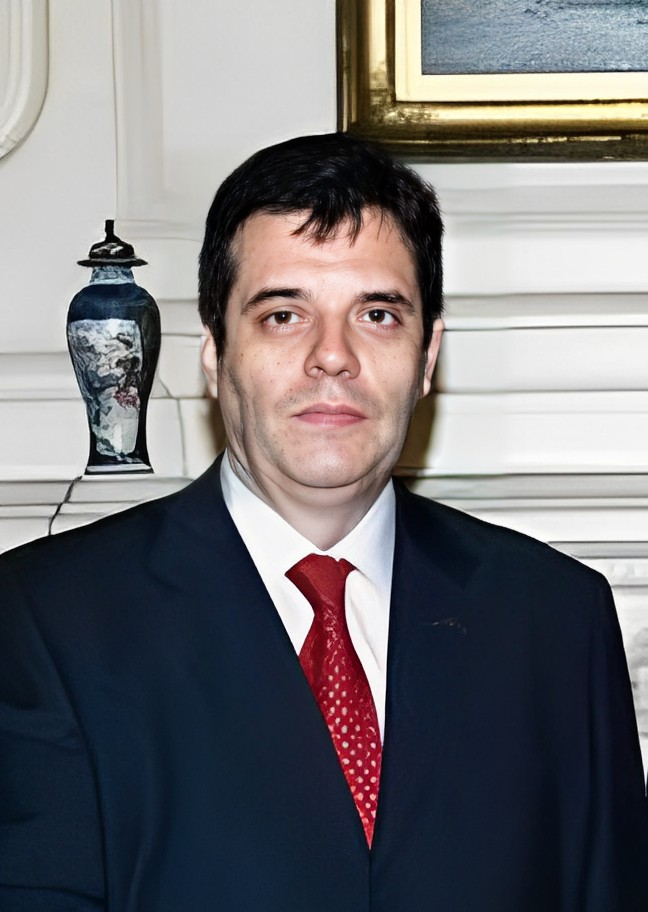
Vojislav Koštunica

Vojislav Koštunica (Servisch: Војислав Коштуница) (Belgrado, 24 maart 1944) is een Servisch politicus. Hij was van 2000 tot 2003 de laatste president van de Federale Republiek Joegoslavië totdat deze republiek werd hernoemd tot Servië en Montenegro. Tussen 2004 en 2008 was hij tweemaal premier van Servië, om in 2008 opgevolgd te worden door Mirko Cvetković.
Koštunica was in 1992 mede-oprichter van de Democratische Partij van Servië (DSS). Van deze partij was hij tot 2014 de leider. De DSS is een gematigd nationalistische partij en voerde lange tijd oppositie tegen Slobodan Milošević. Koštunica won voor zijn partij in 2000 echter de presidentsverkiezingen van Milošević. Nadat enkele andere oppositieleiders, onder wie Vuk Drašković en Zoran Đinđić, buitenspel kwamen te staan, werd Vojislav Koštunica naar voren geschoven als de kandidaat van 18 partijen.
In het Westen werd Vojislav Koštunica vaak als democraat beschouwd, maar doordat hij tegen de onafhankelijkheid van Kosovo was werd hij steeds vaker als nationalistisch bestempeld. Zoals vrijwel alle Serven, was Koštunica een fel tegenstander van de NAVO-bombardementen op Servië in 1999, en verklaarde na zijn aantreden dat Servië's vrienden niet in Washington of Moskou zitten.
- Bibsys: 90175680
- Bibliothèque nationale de France: cb12715921h (data)
- Gemeinsame Normdatei: 124398421
- International Standard Name Identifier: 0000 0001 0919 0865
- Library of Congress Control Number: n84140535
- Nationale Bibliotheek van Tsjechië: jx20040720239
- Nationale Bibliotheek van Israël: 987007347204205171
- Nationale Bibliotheek van Polen: a0000003343103
- Nederlandse Thesaurus van Auteursnamen: 133067270
- Système universitaire de documentation: 085793760
- Virtual International Authority File: 79127908
- WorldCat: E39PBJckKrfTjXYHwMy7HTRkDq